# Liste des ballons officiels de la Coupe du monde de football
La liste des ballons officiels de la Coupe du monde de football recense les ballons de football officiels utilisés lors des différentes éditions de la Coupe du monde de football.

## Liste des ballons officiels de la Coupe du monde
| Coupe du monde          | Nom du ballon                                                                  | Image | Fabricant officiel                                                       | Faces | Remarques |
| ----------------------- | ------------------------------------------------------------------------------ | ----- | ------------------------------------------------------------------------ | ----- | --- |
| Uruguay 1930            | Tiento (Première mi-temps) — T-model (Seconde mi-temps)                        |       |                                                                          | 12    | Deux ballons différents ont été utilisés en finale : L'Argentine a fourni le ballon en première période (le « Tiento ») et a mené 2-1 à la pause ; l'Uruguay, pays hôte, a fourni le ballon en deuxième période (le « T-Model » qui était plus grand et plus lourd) et s'est imposé 4-2,. |
| Italie 1934             | Federale 102                                                                   |       | ECAS (Ente Centrale Approvvigionamento Sportivi), Rome                   | 12    | |
| France 1938             | Allen                                                                          |       | Allen, Paris                                                             | 13    | Composé de cuir, il est composé de 13 faces et comporte des lacets de coton blanc sur un panneau séparé. |
| Brésil 1950             | Duplo T                                                                        |       | Superball                                                                | 12    | Premier ballon sans lacets et à introduire la valve à seringue. |
| Suisse 1954             | Swiss World Champion                                                           |       | Kost Sport, Basel                                                        | 18    | Le premier ballon à 18 faces,. |
| Suède 1958              | Top Star                                                                       |       | Sydsvenska Läder och Remfabriken, Ängelholm (aka "Remmen" or "Sydläder") | 18    | Il a été choisi parmi 102 ballons lors d'un test à l'aveugle effectué par quatre officiels de la FIFA,. |
| Chili 1962              | Crack                                                                          |       | Senor Custodio Zamora H., San Miguel, Chile Remmen                       | 18    | L'arbitre Ken Aston n'a pas été impressionné par le ballon chilien « Crack » fourni pour le match d'ouverture, et a demandé son remplacement par un ballon européen qui est arrivé en deuxième période. Les différents matchs ont utilisé des ballons différents. La rumeur laissait entendre que les équipes européennes ne faisaient pas confiance au ballon « Crack »,. |
| Angleterre 1966         | Challenge 4-Star                                                               |       | Slazenger                                                                | 18    | Ballons de 18 faces en orange ou jaune. Il a été sélectionné lors d'un test à l'aveugle au siège de la fédération anglaise de football à Soho Square,. |
| Mexique 1970            | Telstar                                                                        |       | Adidas                                                                   | 32    | Telstar est le premier ballon noir et blanc à 32 faces utilisé en phase finale de la Coupe du Monde de la FIFA. Seulement 20 ballons ont été fournis par Adidas. Un ballon marron (Allemagne-Pérou) et un ballon blanc (première moitié de l'Italie-Allemagne) ont été utilisés dans certains matchs. Ce ballon est intégré dans la culture populaire. Avec son design de pentagones noirs sur fond blanc, il est devenu la représentation générique du "ballon de foot".                                    |
| Allemagne 1974          | Telstar Durlast                                                                |       | Adidas                                                                   | 32    | La premier ballon recouvert de polyuréthane, ce qui le rend imperméable et résistant à l'usure. |
| Argentine 1978          | Tango                                                                          |       | Adidas                                                                   | 32    | Introduction d'un nouveau design avec des « triades » donnant l'illusion qu'il est composé de 12 cercles. Ce design durera une vingtaine d'années. Un des ballons les plus populaires. |
| Espagne 1982            | Tango España                                                                   |       | Adidas                                                                   | 32    | Amélioration annoncée de sa résistance à l'eau par un assemblage caoutchouté mais connaît des problèmes de résistance et doit parfois être changé à plusieurs reprises en cours de match. Dernier ballon en cuir véritable. |
| Mexique 1986            | Azteca                                                                         |       | Adidas                                                                   | 32    | Premier ballon de Coupe du Monde de la FIFA entièrement synthétique et premier ballon cousu main. Le design est inspiré par l'architecture et les peintures murales aztèques. |
| Italie 1990             | Etrusco                                                                        |       | Adidas                                                                   | 32    | Le design est inspiré par l'architecture et les peintures italiennes, on peut distinguer trois têtes de lions. |
| États-Unis 1994         | Questra (en)                                                                   |       | Adidas                                                                   | 32    | Adidas a essayé de créer un ballon plus léger et plus réactif. En fabriquant le nouveau ballon à partir de cinq matériaux différents et en l'enveloppant dans de la mousse de polystyrène, Adidas a aussi rendu le Questra plus étanche. Cette conception permet une plus grande accélération au moment du coup de pied. En conséquence, le ballon est plus doux au toucher et son contrôle en est amélioré. Il présente des décorations sur le thème de l'espace (25e anniversaire de la mission Apollo 11) |
| France 1998             | Tricolore                                                                      |       | Adidas                                                                   | 32    | Premier ballon avec plus de deux couleurs (couleur de la France) utilisé pour une phase finale de coupe du monde. Dernier à utiliser le design du Tango. |
| Corée du Sud/Japon 2002 | Fevernova                                                                      |       | Adidas                                                                   | 32    | Premier ballon de la Coupe du Monde avec un design triangulaire, inspiré de la culture asiatique (le trigone en or foncé ressemble à une tomate et les stries rouges sur ses angles ressemblent à des coups de pinceau de calligraphie). Ce ballon a été notoirement critiqué pour sa trop grande légèreté. |
| Allemagne 2006          | Teamgeist ("esprit d'équipe")                                                  |       | Adidas                                                                   | 14    | Le Teamgeist est un ballon à 14 faces qui le rend plus rond ; il fonctionne plus uniformément quel que soit l'endroit où il est frappé. Son imperméabilité est accrue et il ne s'alourdit donc pas par temps humide. Chaque match de la phase finale a ses propres ballons, avec date du match, stade et équipe imprimés sur les ballons. Pour la finale, Adidas fournit spécialement des ballons de couleur doré nommés « Teamgeist Berlin ».                                                               |
| Allemagne 2006          | Teamgeist Berlin (uniquement pour la finale)                                   |       | Adidas                                                                   | 14    | Le Teamgeist est un ballon à 14 faces qui le rend plus rond ; il fonctionne plus uniformément quel que soit l'endroit où il est frappé. Son imperméabilité est accrue et il ne s'alourdit donc pas par temps humide. Chaque match de la phase finale a ses propres ballons, avec date du match, stade et équipe imprimés sur les ballons. Pour la finale, Adidas fournit spécialement des ballons de couleur doré nommés « Teamgeist Berlin ».                                                               |
| Afrique du Sud 2010     | Jabulani (Le mot jabulani signifie « fête » ou « célébrer » en langue zoulou). |       | Adidas                                                                   | 8     | Ballon à 8 faces. Le ballon s'est distingué par la controverse qu'il a suscitée, les joueurs et les supporters affirmant que son aérodynamisme était inhabituellement imprévisible. Le ballon est habillé de quatre triangles colorés, inspirés de la culture sud-africaine, qui reposent sur un fond blanc. |
| Afrique du Sud 2010     | Jo'bulani                                                                      |       | Adidas                                                                   | 8     | Comme pour le Teamgeist Berlin de 2006, la version du Jabulani dédiée à la finale est de couleur dorée. |
| Brésil 2014             | Brazuca                                                                        |       | Adidas                                                                   | 6     | C'est le premier ballon de la Coupe du Monde de la FIFA nommé par les fans. Le ballon est composé de six panneaux de polyuréthane qui ont été collés thermiquement. Les motifs dessinés représentent les célèbres bracelets brésiliens. |
| Brésil 2014             | Brazuca Final Rio                                                              |       | Adidas                                                                   | 6     | La version conçue pour la finale est dotée de motifs verts et dorés rappelant le trophée de la Coupe du monde. |
| Russie 2018             | Telstar 18                                                                     |       | Adidas                                                                   | 6     | Pour les 48 matches de la phase de groupes, les équipes se sont affrontées avec un ballon conçu en hommage à l'Adidas Telstar original, utilisé lors des Coupes du monde 1970 et 1974. |
| Russie 2018             | Telstar Mechta                                                                 |       | Adidas                                                                   | 6     | Ballon utilisé pour les phases à élimination directe. Il est de couleur rouge vif, rappelant les couleurs de la Sbornaya, l'équipe nationale de Russie, pays hôte de la compétition. |
| Qatar 2022              | Al Rihla (Le mot Al Rihla signifie « le voyage » en langue arabe).             |       | Adidas                                                                   | 6     | Les équipes s'affrontent avec un ballon qui, selon la FIFA, "possède les trajectoires les plus rapides jamais enregistrées, et contribue au rythme et à la qualité des matches". Les motifs dessinés tirent leur inspiration de la culture, de l’architecture, des bateaux traditionnels et du drapeau du Qatar. |
| Qatar 2022              | Al Hilm (Le mot Al Hilm signifie « le rêve » en langue arabe).                 |       | Adidas                                                                   | 6     | Ballon utilisé pour le carré final de la compétition (demi-finales, match pour la 3e place et finale). Proposant un design où prédominent des teintes dorées et des motifs triangulaires, il s’inspire des étendues désertiques de la région de Doha, de la couleur du Trophée de la Coupe du Monde de la FIFA et du drapeau qatarien. |